# Lidingöbron

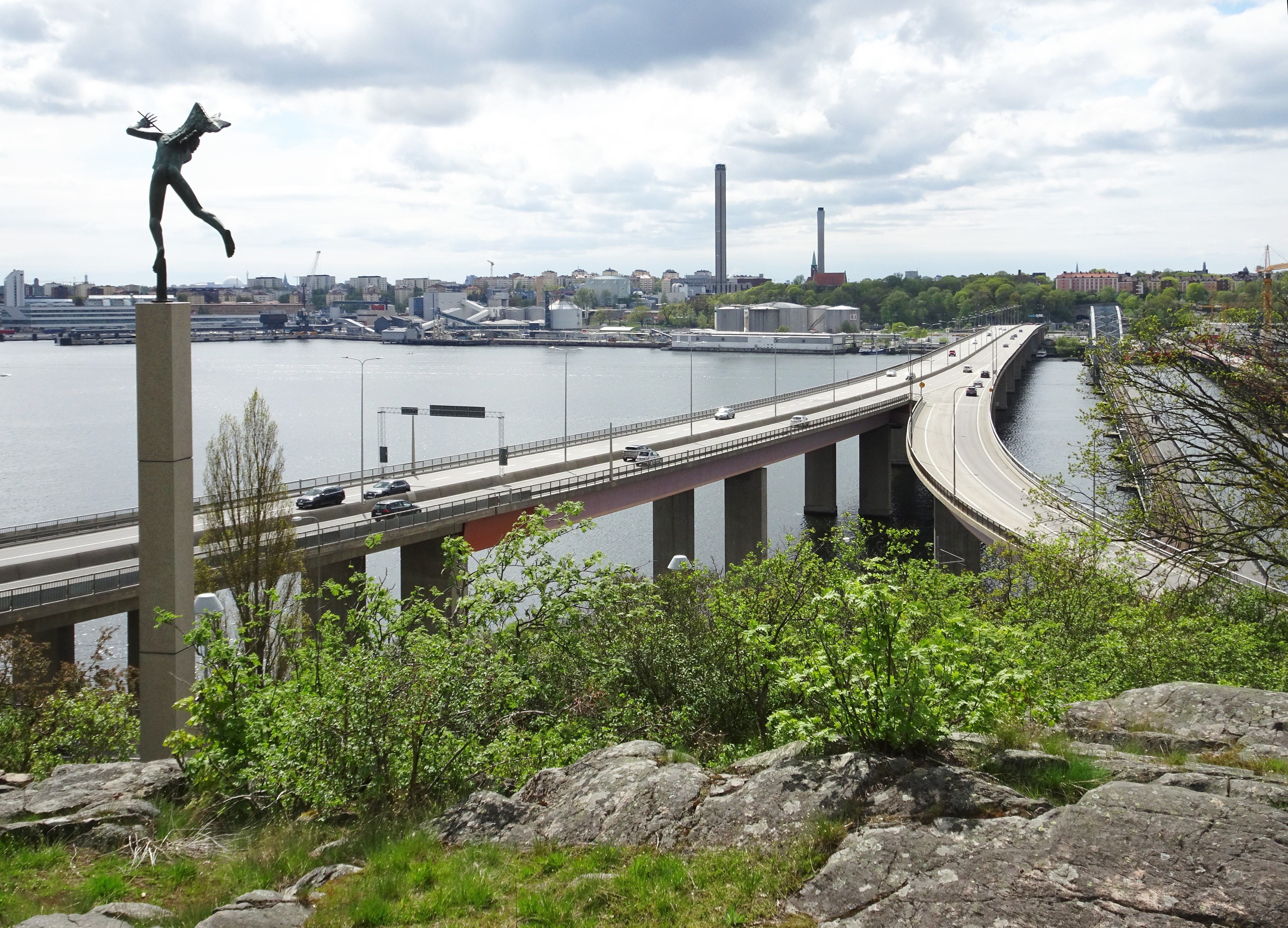
Vy över bron från Lidingösidan med Carl Milles "Flöjtspelande ängel", maj 2021.

Den här artikel handlar om vägbron från 1971. Se Lidingöbroarna för andra broar till Lidingö.
Lidingöbron, även kallad Nya Lidingöbron, är en vägtrafikbro som byggdes 1968–1971 och sträcker sig över Lilla Värtan mellan Stockholms och Lidingö kommuner. Lidingöbron är en av två broar över sundet mellan Ropsten (Stockholm) och Torsvik (Lidingö). Enligt de ursprungliga planerna från början av 1960-talet skulle den bestå av två motorvägsbroar och ersätta den äldre Gamla Lidingöbron från 1925. Av de båda motorvägsbroarna utfördes enbart den södra, och Gamla Lidingöbron fick vara kvar. År 2023 invigdes dock Lilla Lidingöbron som ersättning för Gamla Lidingöbron, som därefter revs. Lidingöbron invigdes den 7 oktober 1971 och fick sitt namn 1973.

## Historia

### Bakgrund

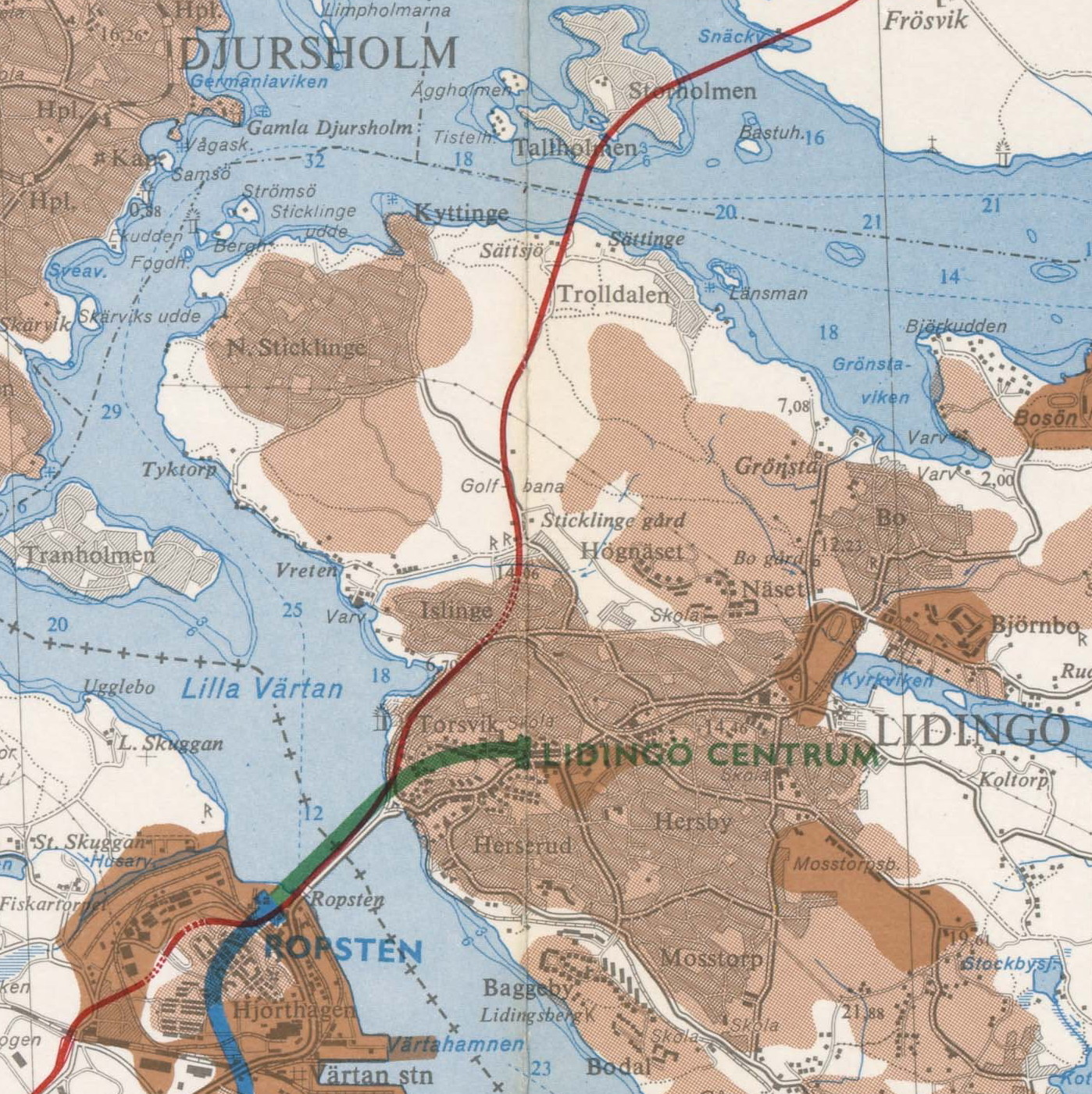
Del av karta visande nordvästra Lidingö på "Tunnelbaneplan för Stockholm 1965".

På 1950-talet hade Gamla Lidingöbron blivit helt otillräcklig. Den brant växande folkmängden på Lidingö och därmed ökande trafikintensiteten krävde snabba åtgärder. Lidingö stadsfullmäktige beslöt den 28 november 1961 och Stockholms stadsfullmäktige den 22 januari 1962 att i princip uttala sig för byggandet av en ny Lidingöbro samt att anvisa medel för fortsatt projektering av en ny broförbindelse. Tanken var även att bygga två nya broar, att projektet skulle utföras i två etapper och att gamla Lidingöbron skulle rivas efter etapp två.
Projektet leddes av en särskild Lidingöbrokommitté, där representanter för de båda kommunerna samt Väg- och vattenbyggnadsstyrelsen ingick. Broförbindelsen var tänkt som en del i en större trafikplan där Rådmansleden skulle föra innerstadstrafiken på en bred motortrafikled till Lidingö och därifrån vidare via Sticklinge och Trolldalen över Lidingön och slutligen norrut via ön Storholmen över Askrikefjärden till Bogesundslandet och Roslagen. Vägförbindelsen beräknades i trafikledsplanen bli färdig omkring 1980 och därefter ombesörja Österåkers och Vaxholms vägtrafikanknytning med Stockholm.

### Planering

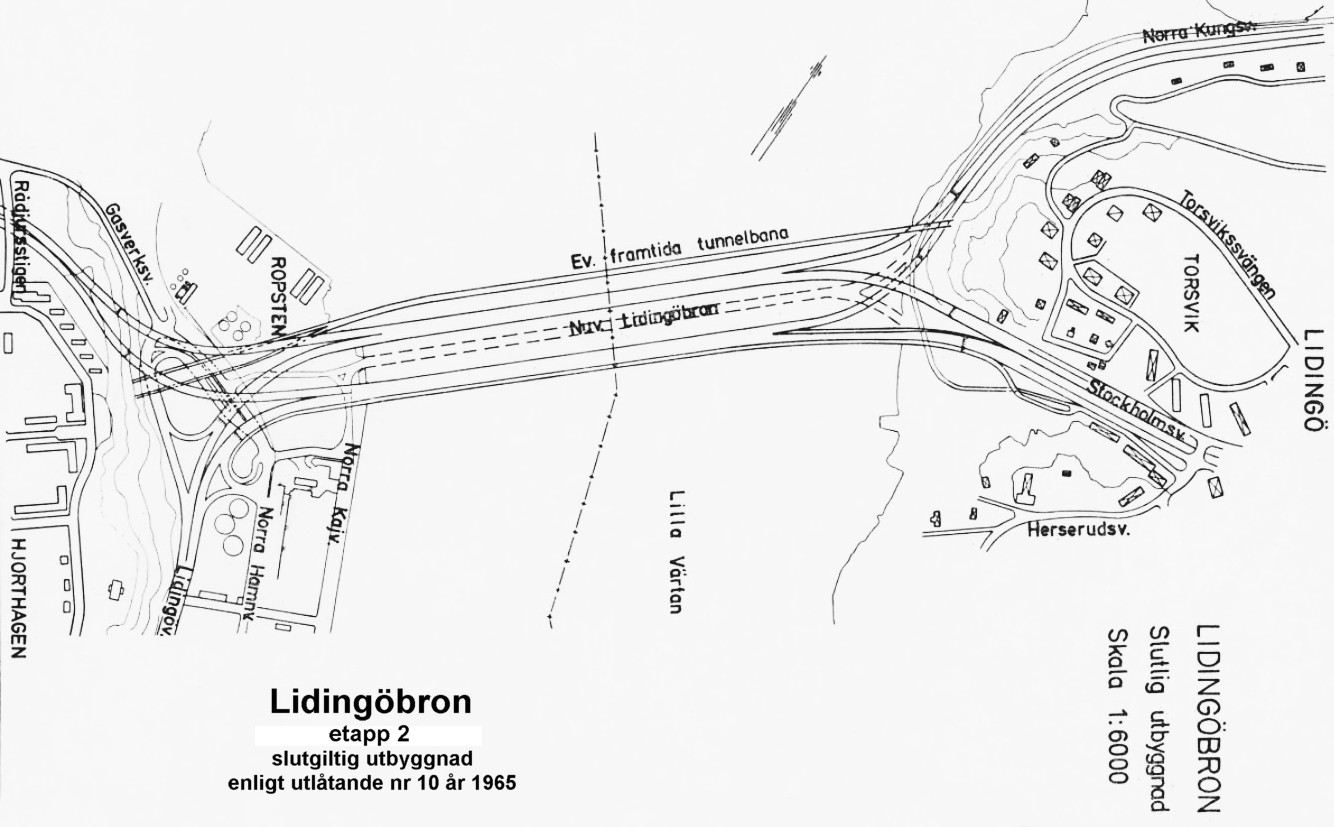
Nya Lidingöbron, slutgiltig utbyggnad (etapp 2) med två motorvägsbroar, 1965.

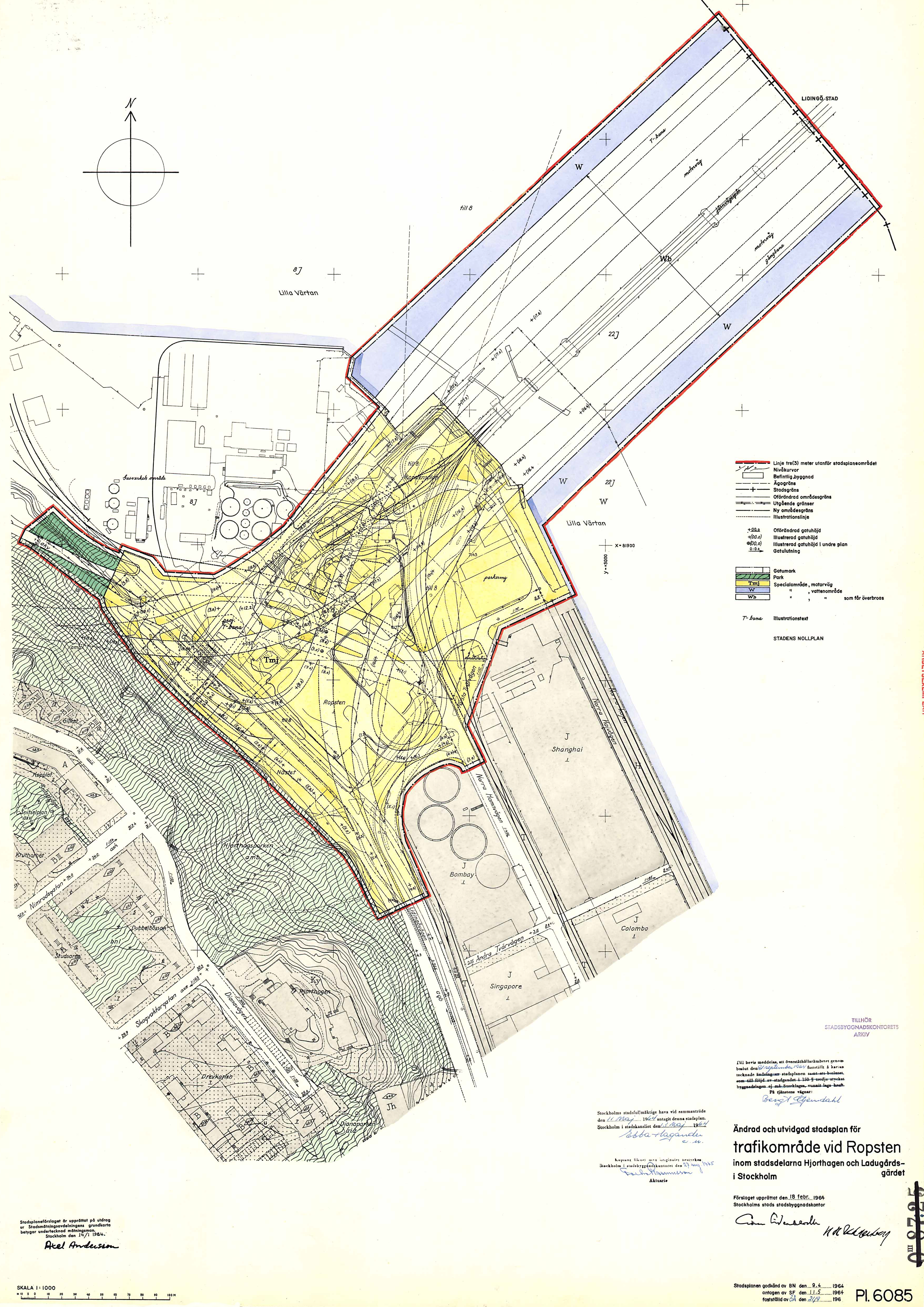
Stadsplan (Pl 6085) för Lidingöbron på Stockholmssidan och trafikområde Ropsten.

Ett förslag till ny broförbindelse upprättades 1963 som innebar ”i sin slutgiltiga utformning” att den befintliga bron ersatts av två nya broar parallellt med den befintliga. Båda skulle placeras på ömse sidor om den befintliga, på ett avstånd av cirka 40 meter. Bredderna mellan räcken bestämdes till 24,2 meter för den södra bron och till 18,0 meter för den norra. Den segelfria höjden skulle vara minimum 12,5 meter, och ligga mitt för klaffspannet i den befintliga bron. Varje bro skulle bli enkelriktad och erhåller fyra körfiler. En 6,2 meter bred del av den södra bron skulle avgränsas genom ett räcke från bron i övrigt och utgöra en dubbelriktad väg för gående, cyklar, mopeder, traktorer och hästfordon. På 1960-talet räknade Stockholms trafikplanerare fortfarande med traktorer och hästfordon på stadens gator. Bron i övrigt fick motorvägsstandard.
Vidare fann man att genom bygget av två broar med fördel kunde dela upp projektet i två etapper. Etapp 1 omfattade en 24,2 meter bred bro söder om den gamla, ungefär i samma läge som flottbron vilken ersattes 1925 av Gamla Lidingöbron. Redan i denna etapp skulle den bli motorväg. Den gamla bron skulle tills vidare vara kvar för icke motortrafik. I etapp 2 skulle den norra motorvägsbron anläggas. Kostnaderna för utbyggnad av den första etappen beräknats till sammanlagt 85 miljoner kronor inklusive trafikplatser på båda sidor (därav föll 59% på Lidingö och 41% på Stockholm). För den andra etappen beräknades ytterligare 55 miljoner kronor.
En spårförbindelse över Lilla Värtan för Lidingös spårvägslinje till och från Ropsten förekom inte i planen. Enligt Tunnelbaneplan för Stockholm 1965 planerades dock en förlängning av tunnelbanelinjen till Ropsten och framdeles en fortsättning över en ny tunnelbanebro till Lidingö, i första hand till Lidingö centrum.
Stadsplanen (Pl 6085) för Stockholmssidan fastställdes i februari 1964 och den för Lidingösidan (0186-24/1964E) vann laga kraft i april 1964. Stadsplanerna medgav att vattenområdet mellan Stockholm och Lidingö fick korsas av totalt fyra broar. Från norr till söder: en ny bro för tunnelbanan, en ny motorvägsbro, gamla Lidingöbron och ytterligare en ny motorvägsbro med avskild gångbana. På vardera landsidan medgav båda stadsplaner anläggandet av omfattande trafikplatser. Båda stadsplaner gäller fortfarande (2021).

### Utförande

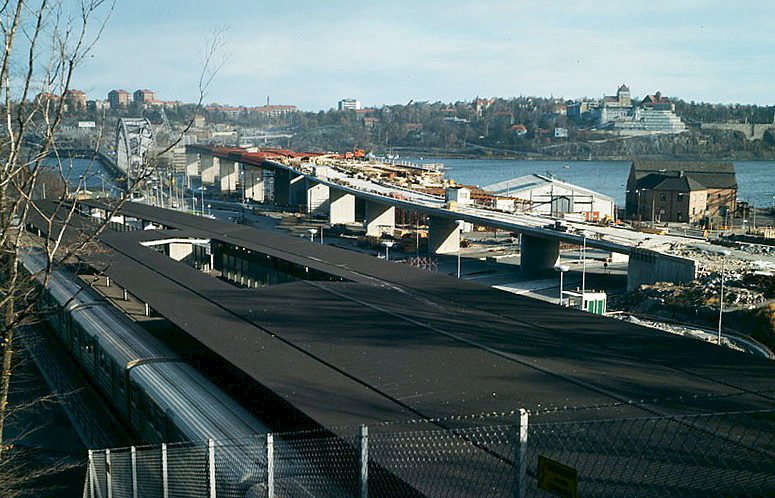
Nya (södra) Lidingöbron, byggarbeten 1969, vy från Stockholmssidan.

Nya Lidingöbron projekterades av Gekonsult, som var ett av Stockholms kommun helägd konsultföretag i bolagsform vars verksamhet var ”att inom Storstockholmsområdet ombesörja projekteringsarbeten och byggnadsadministration i fråga om större statsbidragsberättigade trafikbyggen”. Essingeleden var AB Gekonsults första uppdrag.
Bropelarnas grundläggning i vattnet blev en utmaning. Genomsnittliga vattendjupet är här omkring 20 meter. Sjöbotten består av ett dy- och lerlager på 30 meter samt ett moränskikt på maximalt 6 meter innan man når fast berg som bron skulle grundläggas på. Man slog både lodräta och snedställda stålrörspålar ner till berggrunden, maximalt 58 meter djup från vattenytan. Totalt användes 450 pålar som tillverkades i Gävle och transporterades flytande till Lilla Värtan. Stålrörspålarna armerades invändig och fylldes med betong. På varje "knippe" rörpålar göts sedan en betongplatta som i sin tur bar upp ett bropelar-par. 
Den bärande konstruktionen bestod av en balkbro som utgjordes av svetsade stållådor med ett lock av armerad betong som underlag för den asfalterade körbanan. Lådorna blev upplagda på elva bropelare därav tio i vatten. Stållådorna konstruerades av Gränges Hedlund och tillverkades på Finnboda varv. De vägde omkring 250 ton vardera och var för tunga för transport på fartyg därför sjösatte man dem och bogserade dem sedan till arbetsplatsen. Där lyftes de på de färdigställda bropelarna av pontonkranen Lodbrok. 
För norra påfarten från Lidingö som är utformad som en svag kurva tillkom ytterligare några brobalkar som utfördes svängda. Anslutningsbroarna uppfördes som spännarmerade betongkonstruktioner. Brons lådbalkar målades ursprungligen i klarröd kulör med en gul effektrand längs med nedre kanten (numera har färgen bleknat). Byggstart var 1968 och invigningen skedde den 7 oktober 1971 där Hjalmar Mehr höll ett kort invigningstal innan han högtidligen klippte bandet.

## Ändrad opinion
Någon ytterligare motorvägsbro byggdes inte, inte heller tunnelbanebron. Österåkers och Vaxholms vägtrafikanknytning med Stockholm via Lidingö kom aldrig till stånd. Orsaken var främst en svängande opinion, gällande att ”bilanpassa” Stockholm, brist på medel samt att Storstockholm inte växte befolkningsmässigt i den takt som var förutspådd. En annan bro som av samma anledning aldrig fullbordades var Barnhusbron.
Den bro som man idag fortfarande kallar "Lidingöbron" eller "Nya Lidingöbron" är den ursprungligen planerade södra motorvägsbron. Den fick tre körbanor i vardera riktning för fordonstrafik. Bron är spärrad för gående och cyklister; de hänvisades istället till Gamla Lidingöbron som fick vara kvar och 1973 stängdes för fordonstrafik. Sedan 2018 byggs Lilla Lidingöbron, som år 2022 i oktober ersatte Gamla Lidingöbron för gående och cyklister.

## Bilder

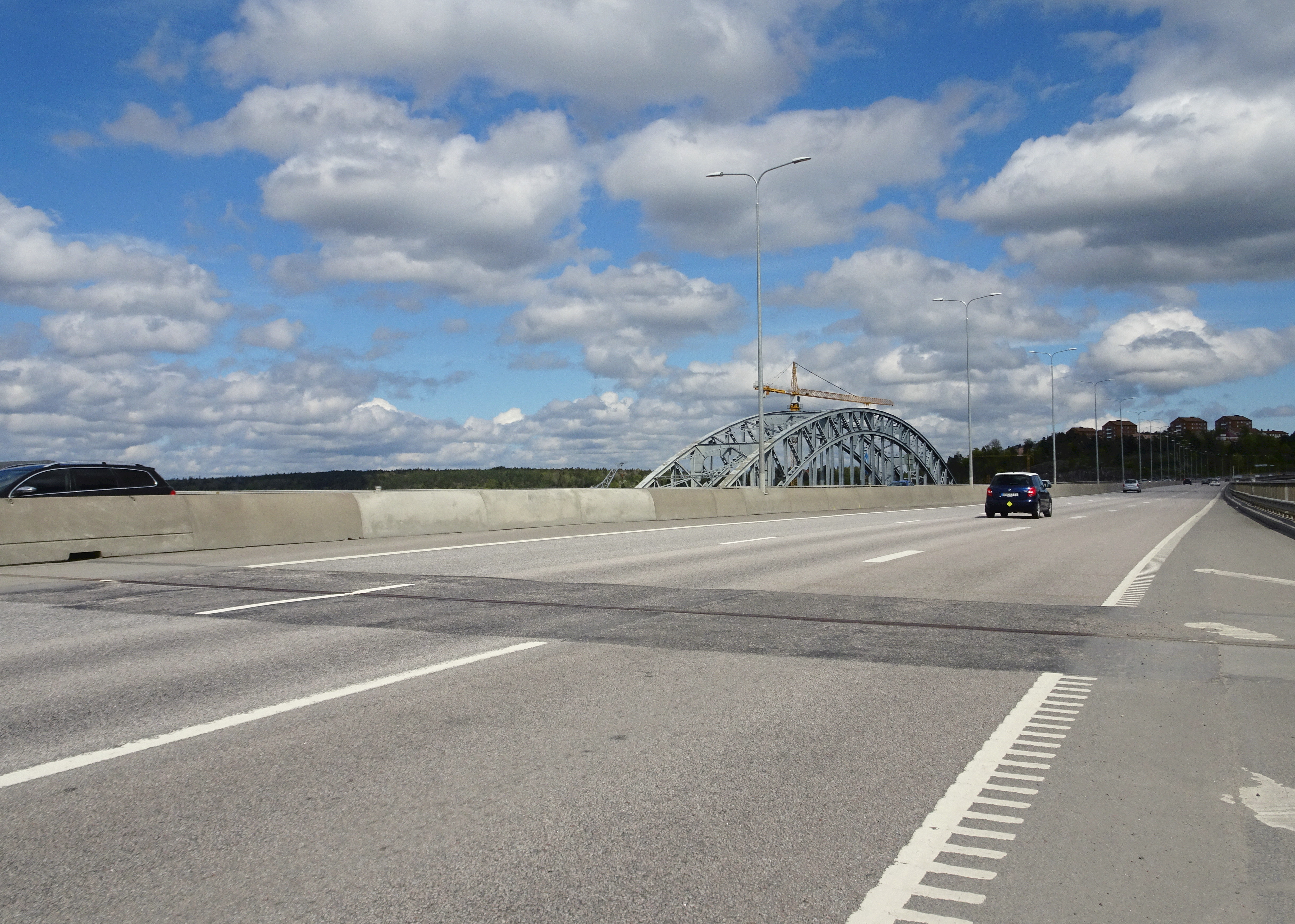
På bron mot Lidingö.
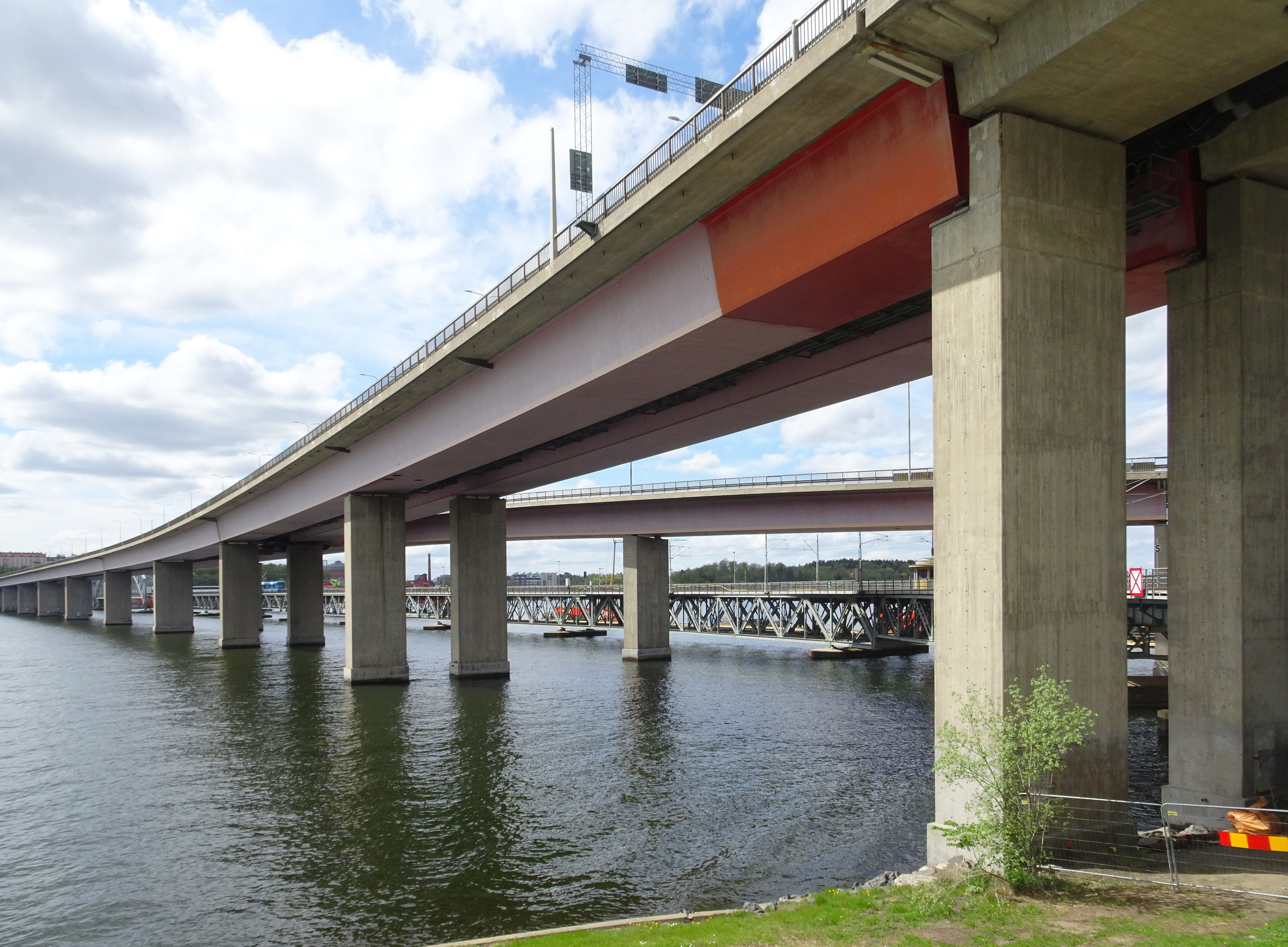
Brofästet på Lidingösidan.
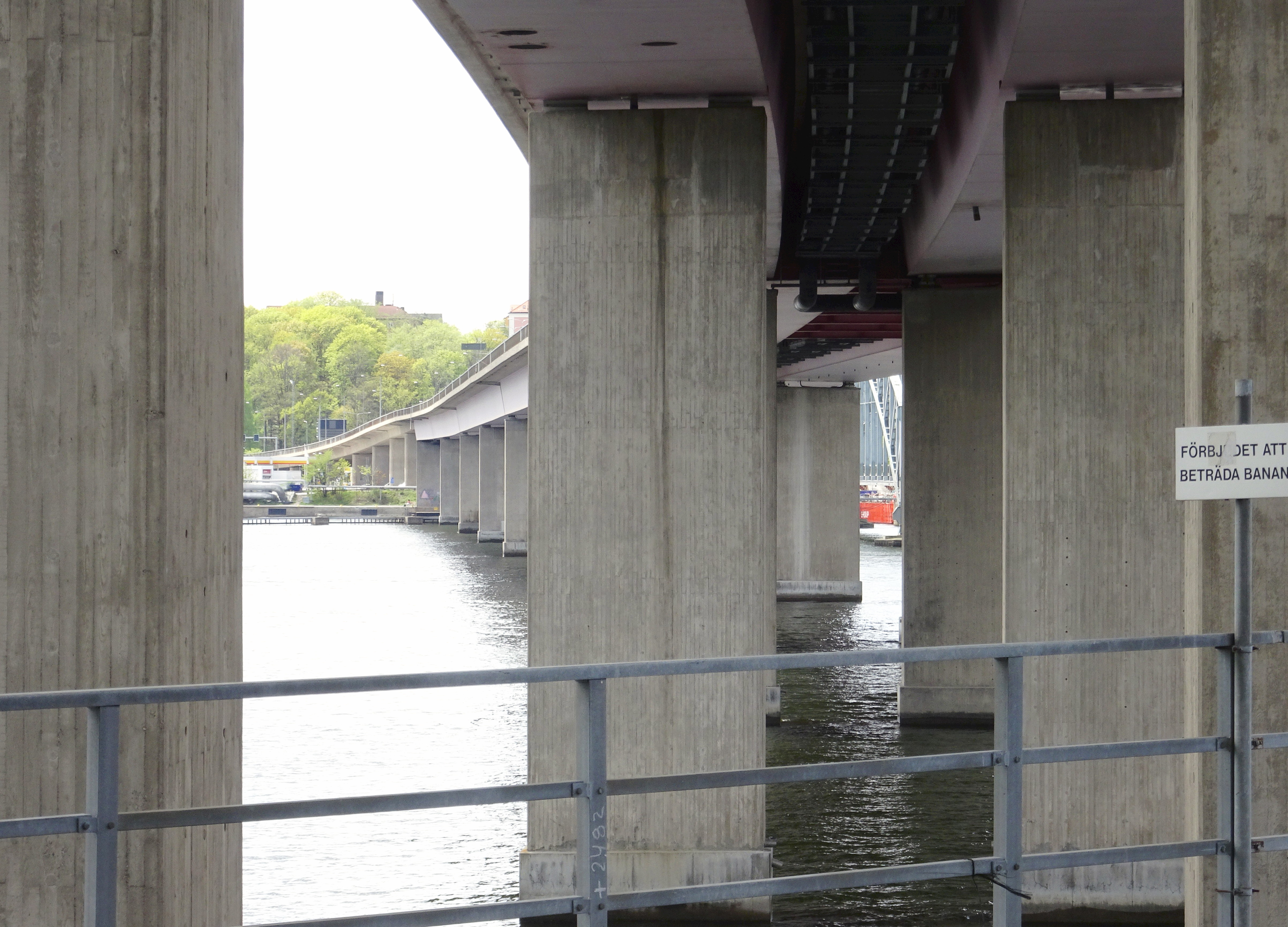
Undersidan sedd från Lidingö.
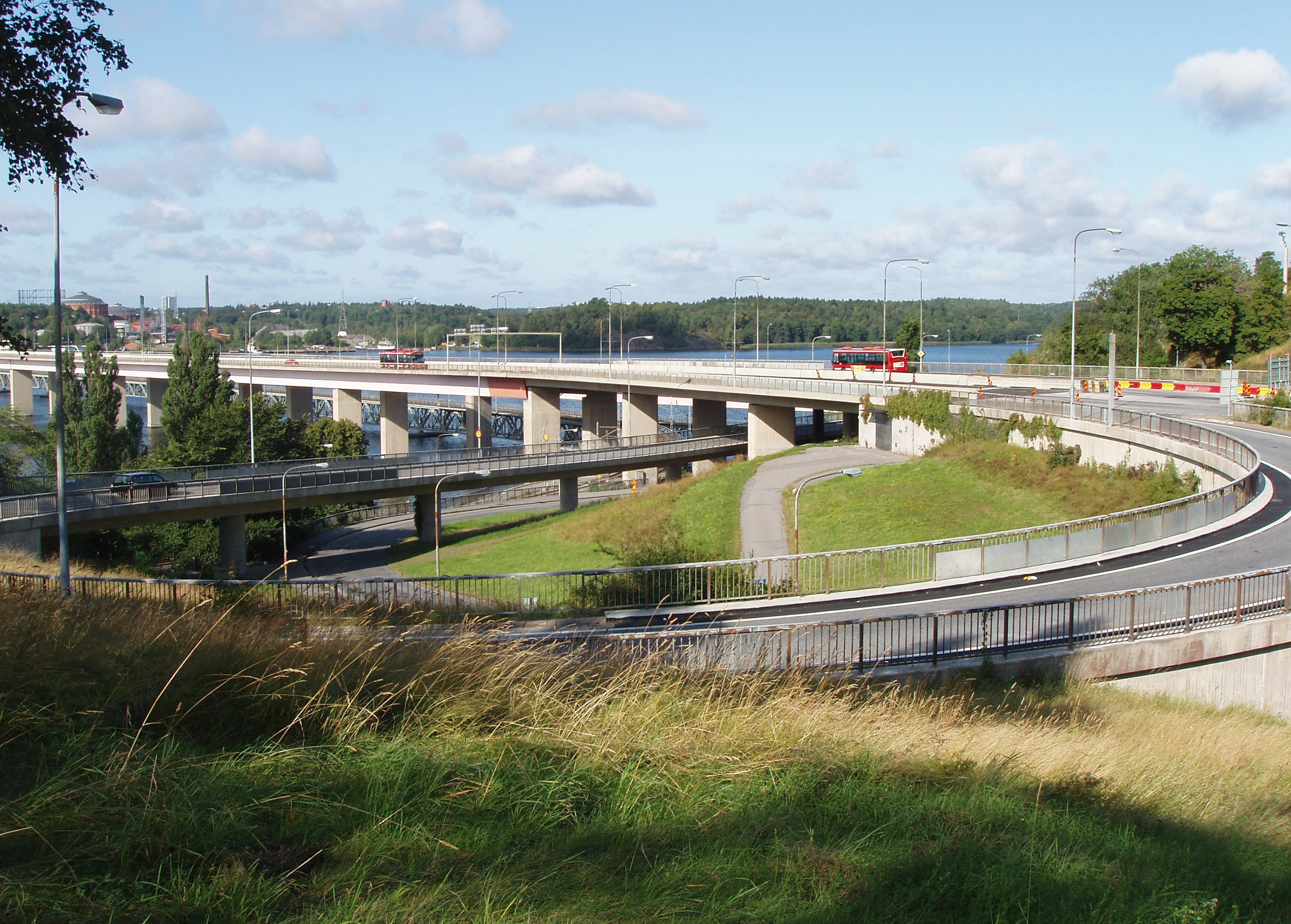
Avfartsramp för körriktning mot norra Lidingö.

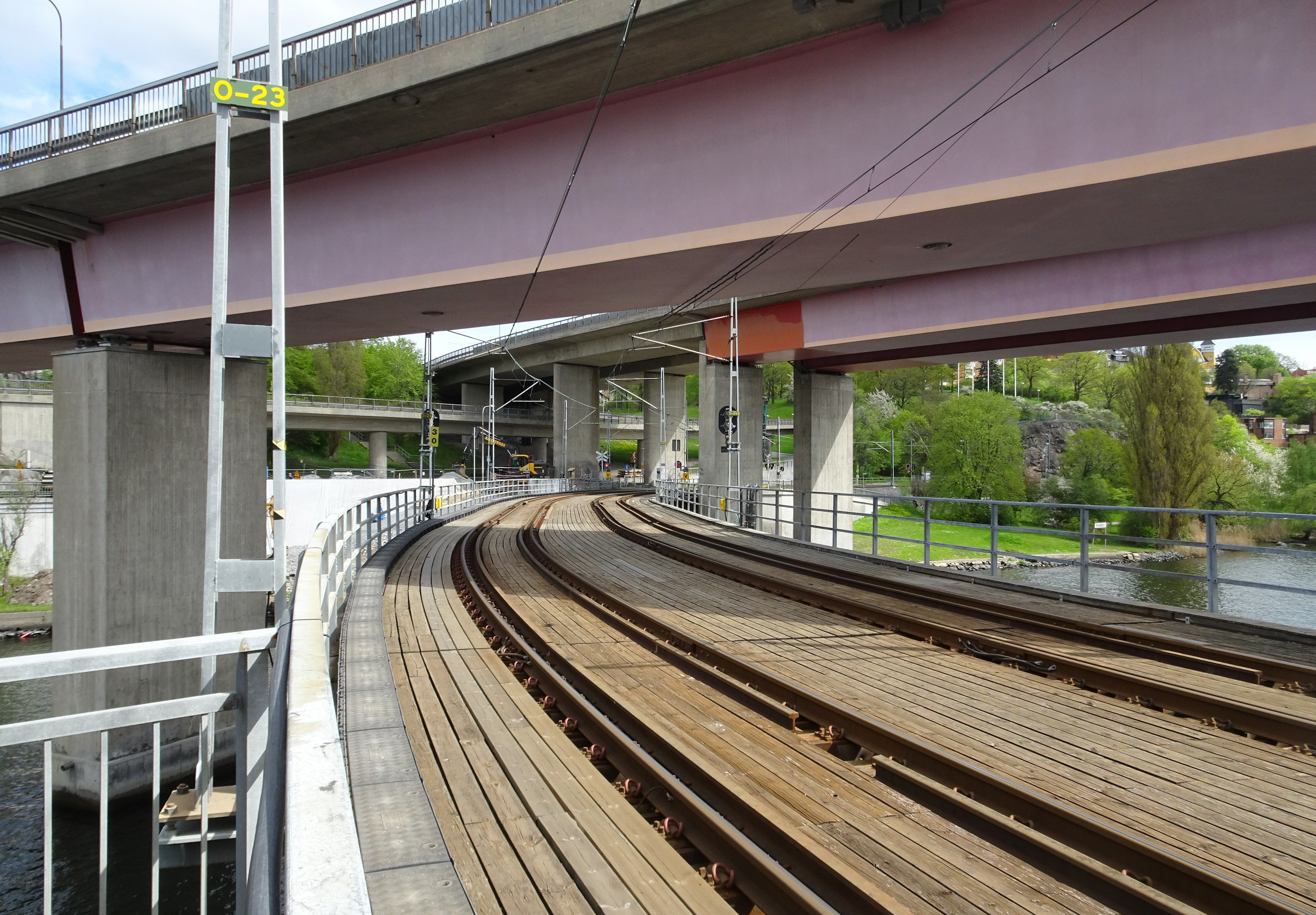
Gamla Lidingöbron svänger in under den nya.
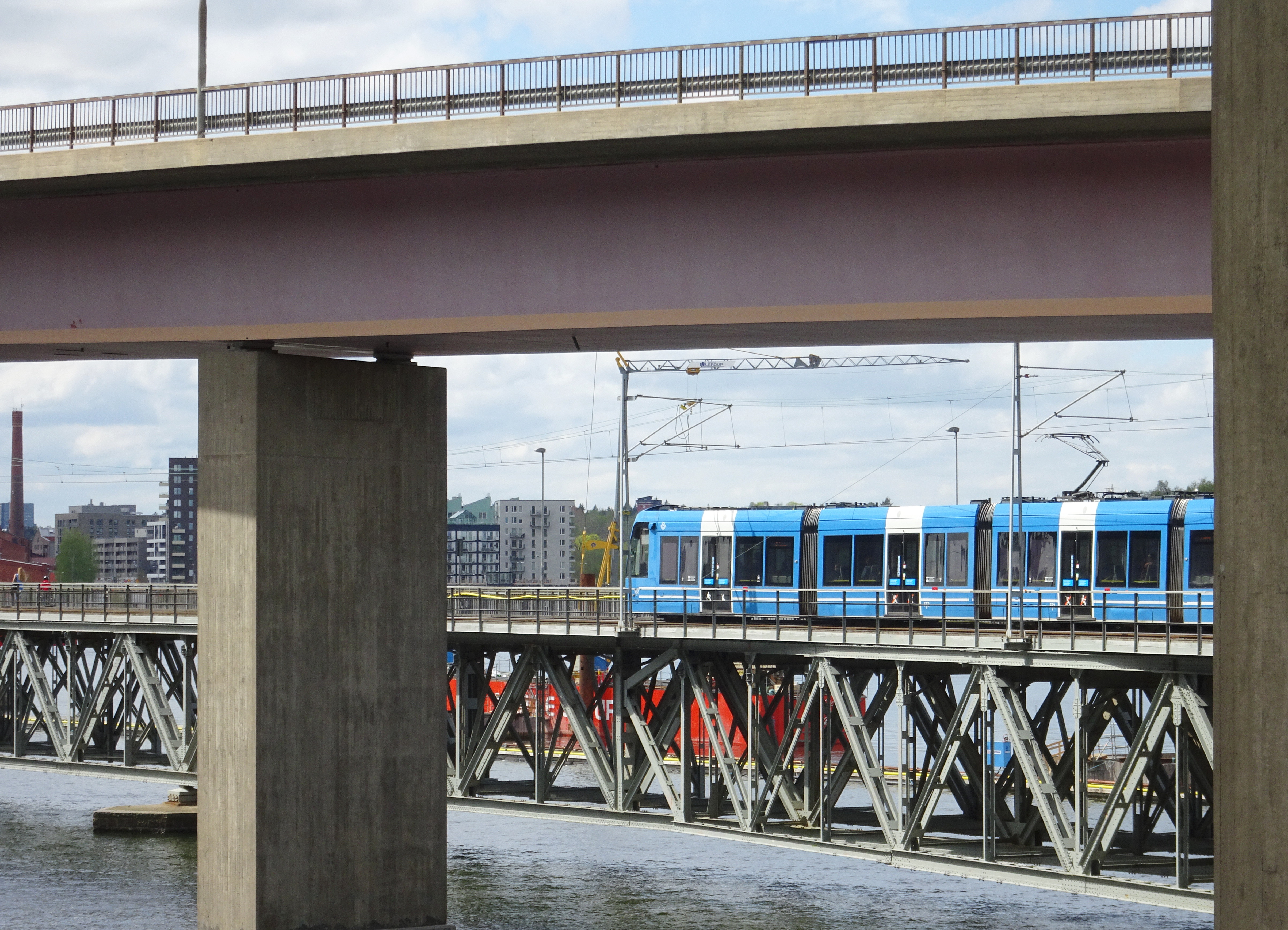
Nya och gamla bron.
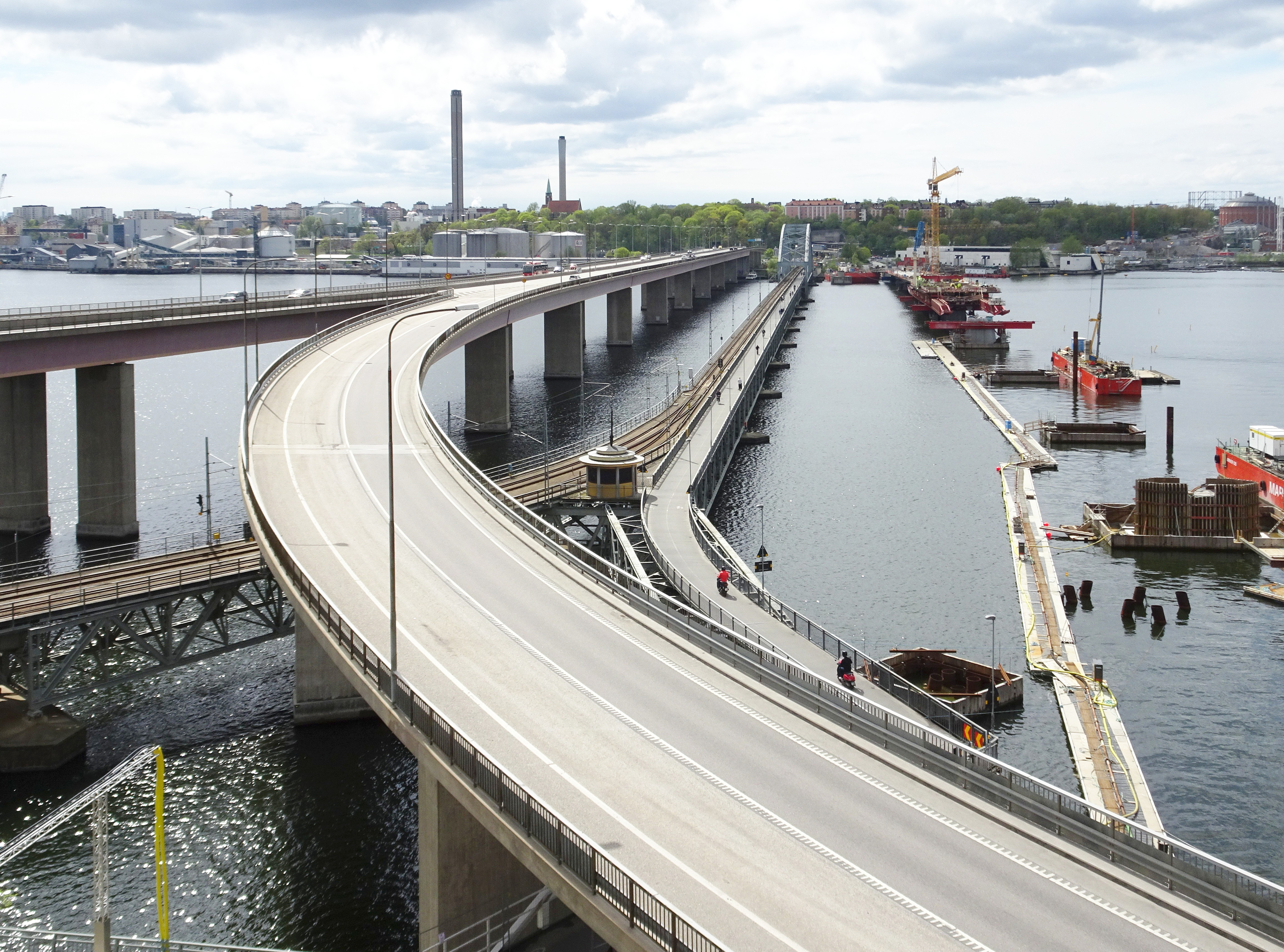
Påfartsramp från Lidingö, till höger byggs Lilla Lidingöbron.
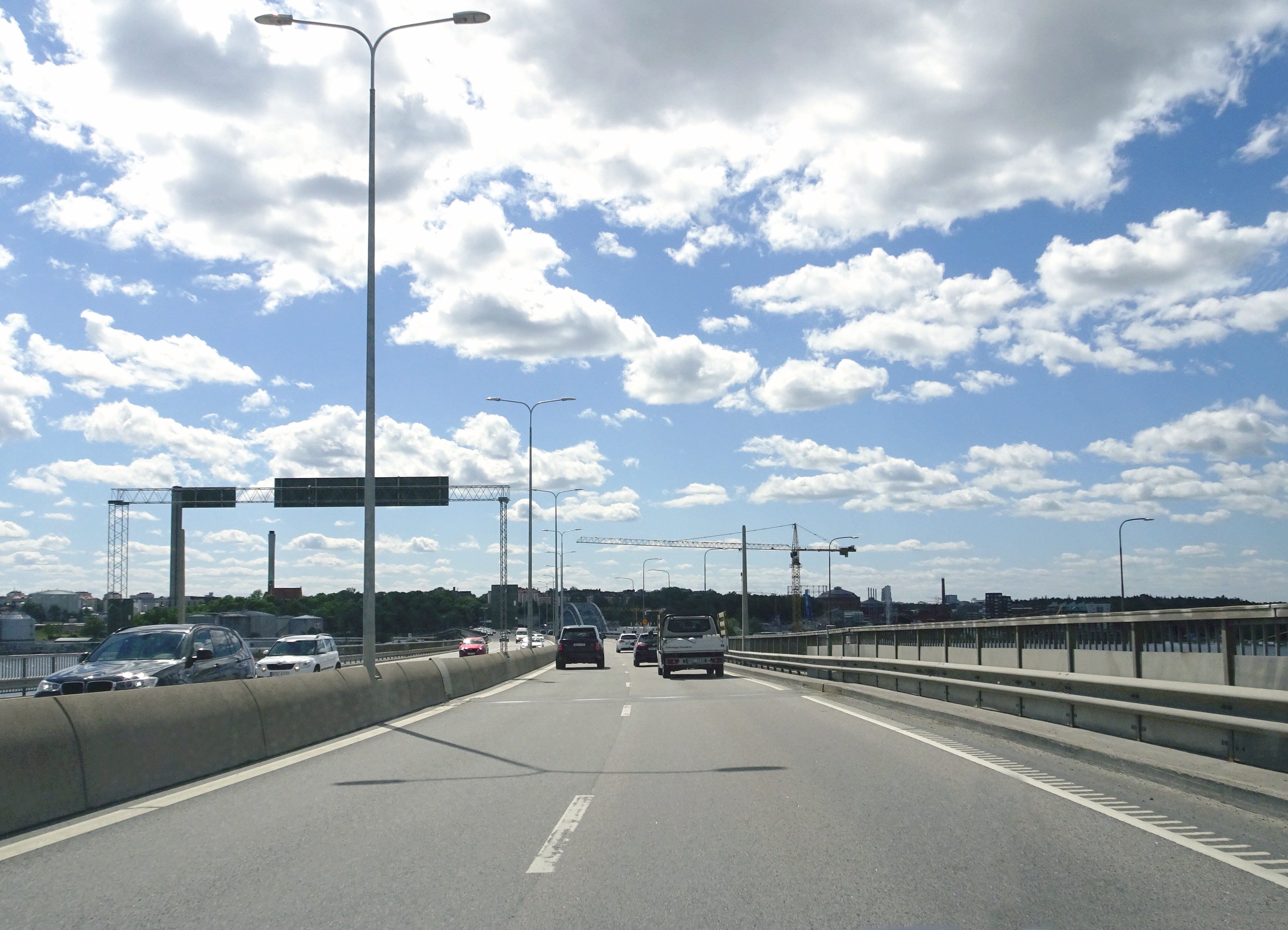
På bron mot Stockholm.

### Noter

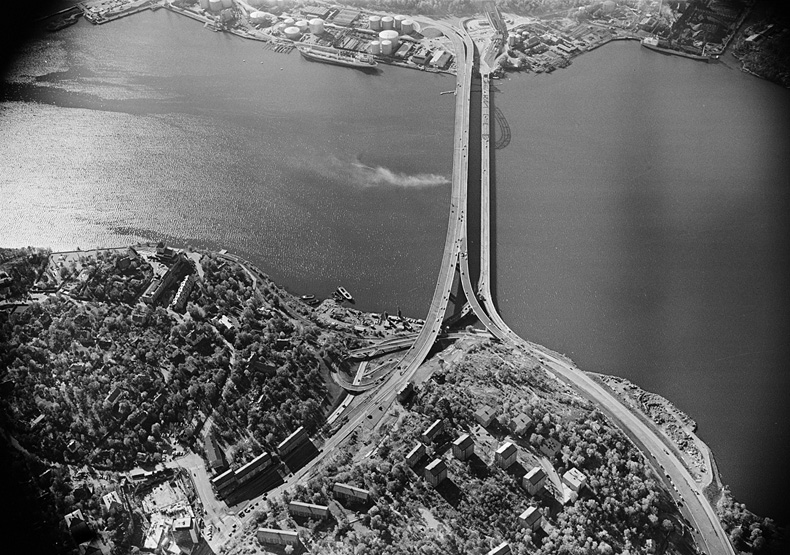
Gamla och nya Lidingöbron den 6 oktober 1971, vy från Lidingö.